# ركام جليدي

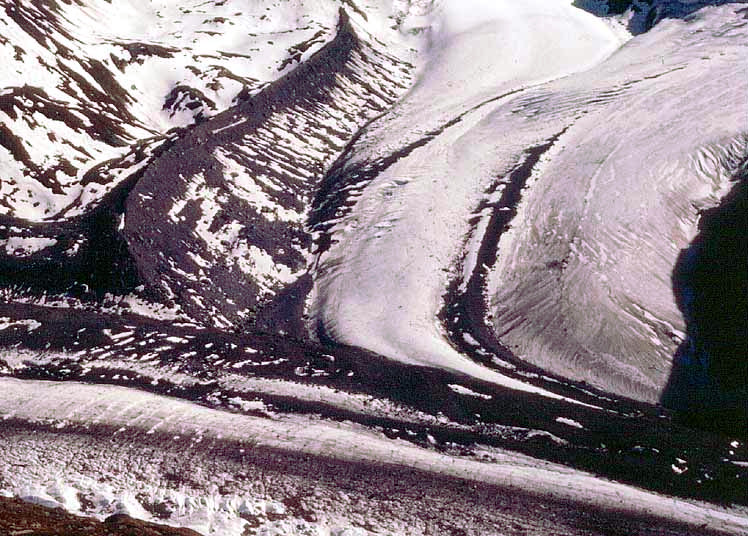
ركام جليدي في زيرمات، سويسرا

الرُّكام الجليدي طين وأحجار تحملها المثلجات، وتترسب عندما يذوب الثلج. والركام الجليدي يعني أيضًا طبقة من هذه المواد في نهر ثلجي، أو على سطحه، أو كومة غير مستوية من هذه المواد تترسب على حافة الثلج الذائب. وعلى كُلٍّ من جانبي النهر الثلجي، في الوديان التي تقع بين الجبال، توجد قطع من الأحجار التي تدحرجت على الثلوج من منحدرات قريبة. وتُكوِّن هذه القطع الركام الجليدي.
وعندما يتّحد نهران ثلجيان جبليان، فإنهما يكوِّنان نهرًا ثلجيًا. وتتحد الركامات الجليدية الجانبية لتصير ركامًا جليديًا أوسط في وسط النهر الثلجي المُركّب وعلى امتداده، وعندما تبقى الواجهة الثلجية للنهر الثلجي الجبلي، أو المساحة الثلجية القارية ثابتة مستقرة، فإن الثلج المنصهر يُخلِّف صخورًا يحملها النهر الثلجي.

## معرض صور

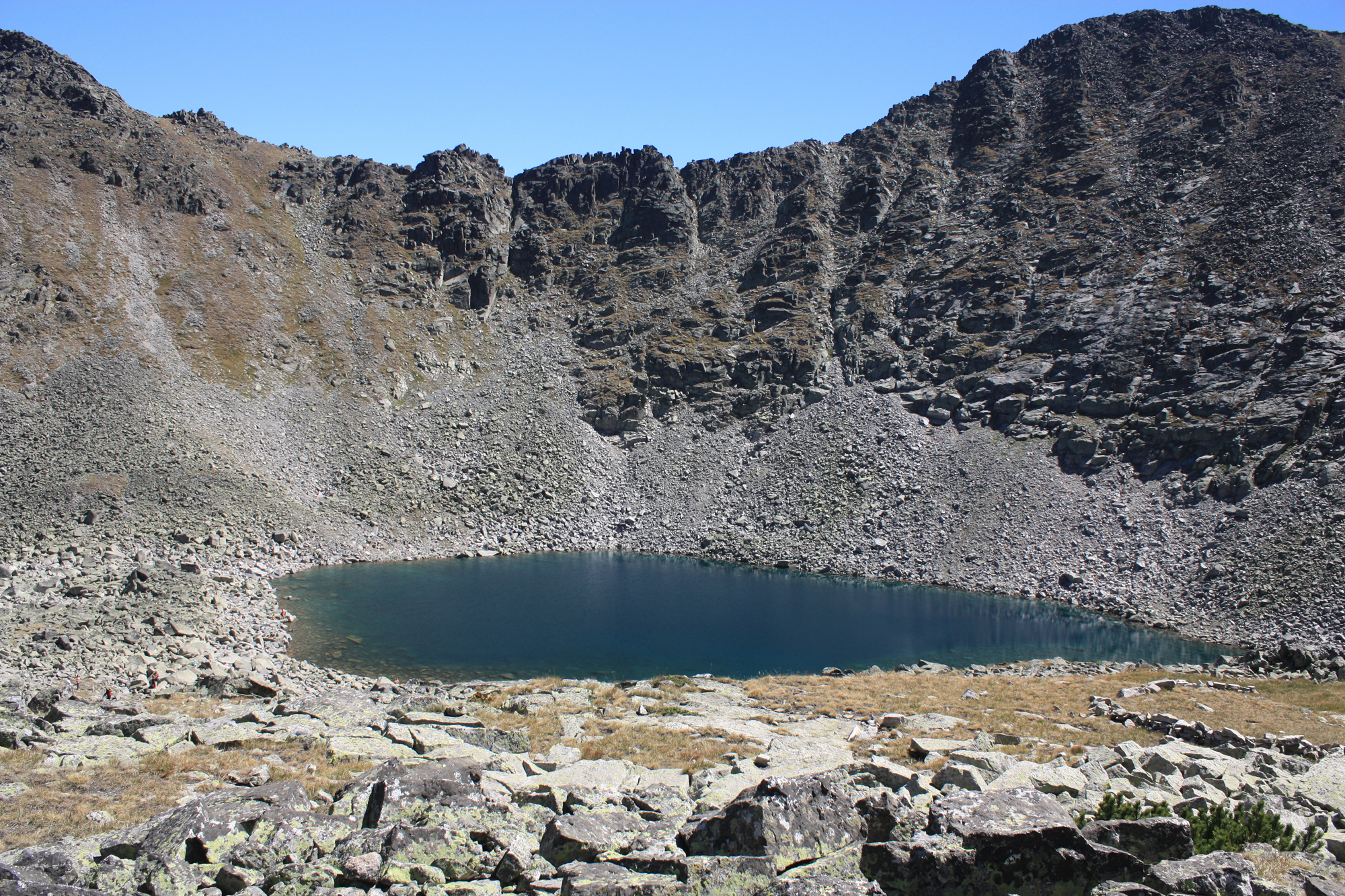
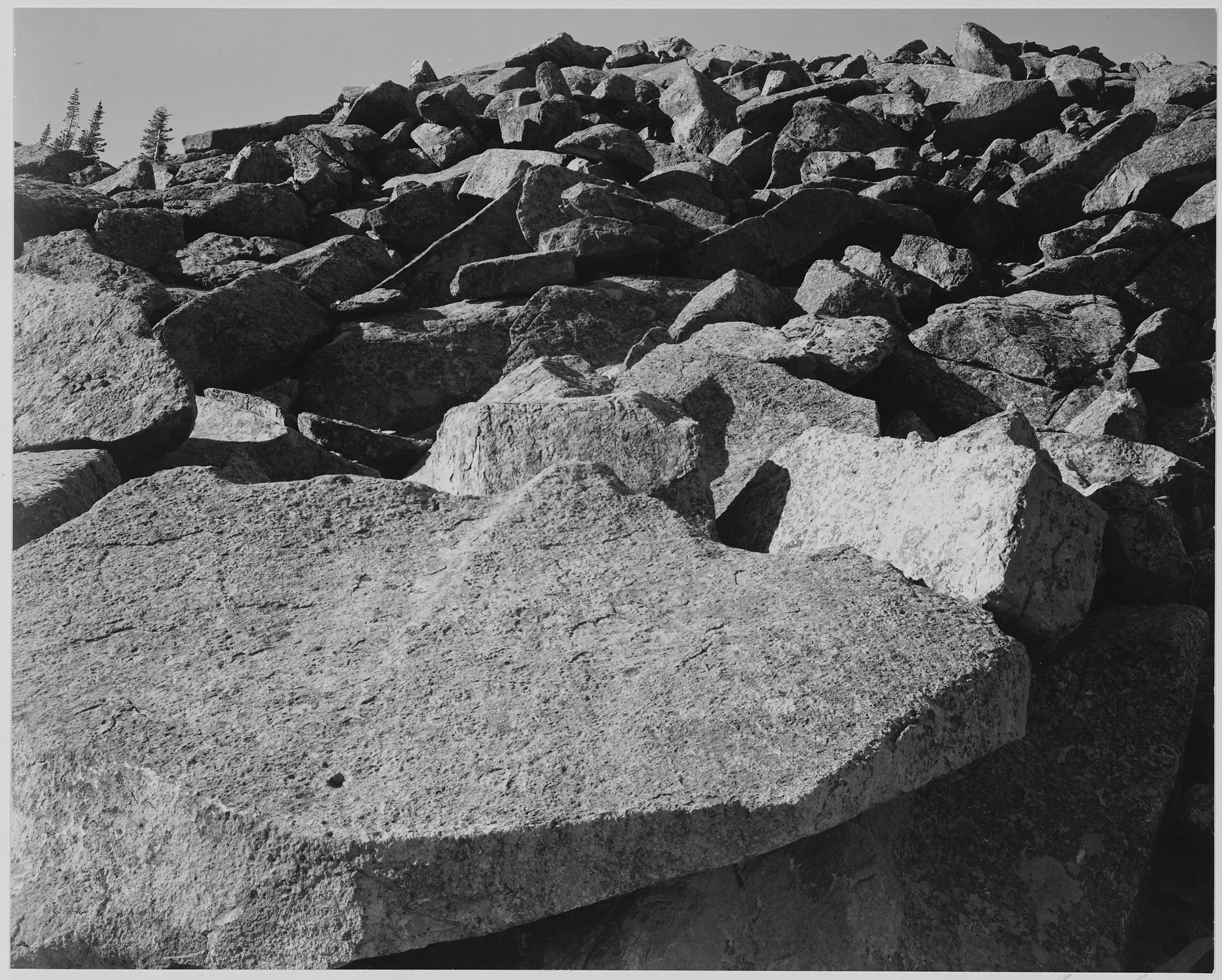
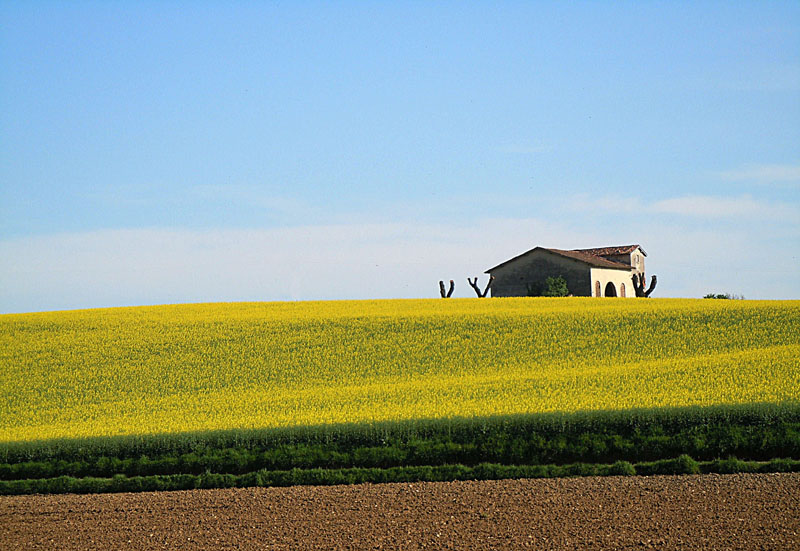
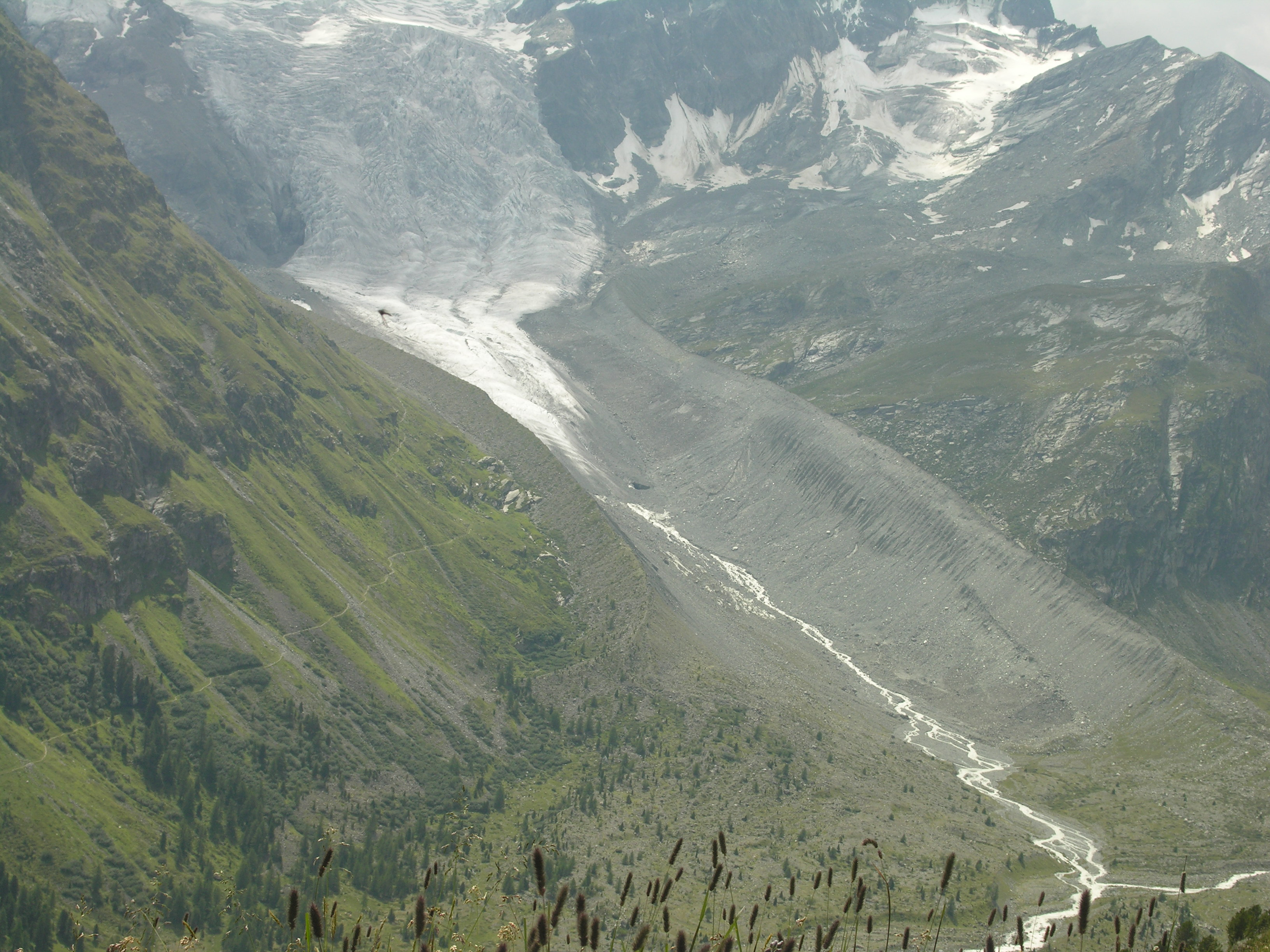